# Abdul Sattar Edhi
Abdul Sattar Edhi (28 de febrero de 1928-8 de julio de 2016) (en memoni y en urdu: عبدالستار ایدھی‎) fue un prominente filántropo, activista social, asceta y humanitario pakistaní. Fue el fundador de la Fundación Edhi en Pakistán y su director durante seis décadas. La fundación posee y opera un servicio de ambulancias, asilos, orfanatos, clínicas, refugios para mujeres, cocinas y centros de rehabilitación para adictos y enfermos a través del país.
Junto con su mujer, Bilquis Edhi, recibió en 1986 el Premio Ramón Magsaysay al Servicio Público. Recibió también el Premio Lenin de la Paz y el Premio Balzan. En 2006, el Instituto de Administración de Empresas de Pakistán le confirió un doctorado honoris causa. En septiembre de 2010, Edhi también obtuvo un doctorado honorario de la Universidad de Bedfordshire. En 1989 Edhi recibió el Nishan-e-Imtiaz del Gobierno de Pakistán. El 1 de enero de 2014, Edhi fue elegido Persona del año 2013 por los lectores de The Express Tribune.
Se le consideraba un hombre humilde. No tenía un salario de su organización y vivía en un apartamento de dos dormitorios sobre su clínica en Karachi. Fue propuesto para un premio Nobel de la Paz por el primer ministro de Pakistán tras más de 30 000 firmas encabezadas por Ziauddin Yousafzai, el padre de Malala Yousafzai. The Guardian le llamó «un legendario trabajador de la caridad conocido por su ascetismo». Se le llamó también «el mayor humanitario vivo en el mundo» en un artículo de 2013 del The Huffington Post.

## Fallecimiento
Edhi falleció el 8 de julio de 2016 a la edad de 88 años.
El 25 de junio de 2013 había sufrido un fallo renal y pasó a diálisis.